# 철새들에게 하늘은 보이지 않는다
〈철새들에게 하늘은 보이지 않는다〉(渡り鳥たちに空は見えない 와타리도리타치니소라와미에나이[*])는 일본의 걸그룹 NGT48의 여덟 번째 싱글이다. 2022년 12월 28일에 유니버설 뮤직 재팬(EMI Records)에서 발매되었다. 센터 포지션은 혼마 히나타가 맡았다.

## 발매 배경
전작 〈멍청한 네가 좋아〉로부터 12개월 만의 싱글이다. Type-A, Type-B, 극장판, NGT48 Offical CD Shop 한정판으로 총 네 가지의 형태로 발매됐다.